# María Albina
María Albina ist eine Ortschaft in Uruguay.

## Geographie
Sie befindet sich auf dem Gebiet des Departamento Treinta y Tres in dessen Sektor 7 in der Cuchilla de Palomeque nahe der etwa fünf Kilometer entfernten Grenze zum Nachbardepartamento Lavalleja. Unweit südwestlich entspringt der Arroyo Corrales der von dort nach Osten durch das wenige Kilometer ostsüdöstlich von María Albina gelegene El Bellaco fließt.

## Einwohner
María Albina hatte bei der Volkszählung im Jahre 2011 68 Einwohner, davon 35 männliche und 33 weibliche.
| Jahr | Einwohner |
| ---- | --------- |
| 1963 | 164       |
| 1975 | 111       |
| 1985 | 93        |
| 1996 | 95        |
| 2004 | 74        |
| 2011 | 68        |

Quelle: Instituto Nacional de Estadística de Uruguay